# Playa Brava (Punta del Este)
La Playa Brava est une plage de sable fin de la station balnéaire de Punta del Este en Uruguay. Considérée comme l'une des plages les plus célèbres du continent sud-américain, sinon  du monde, la playa Brava est un des emblèmes touristiques de cette station balnéaire, avec la sculpture de La Main (en espagnol : La Mano) qui a fortement contribué à sa célébrité internationale.

## Géographie
La Playa Brava est une des deux plages principales de Punta del Este, avec la Playa Mansa. Située à l'embouchure du río de la Plata, sur l'océan Atlantique, cette plage se trouve au sud-est de l'Uruguay dans le département très touristique de Maldonado.

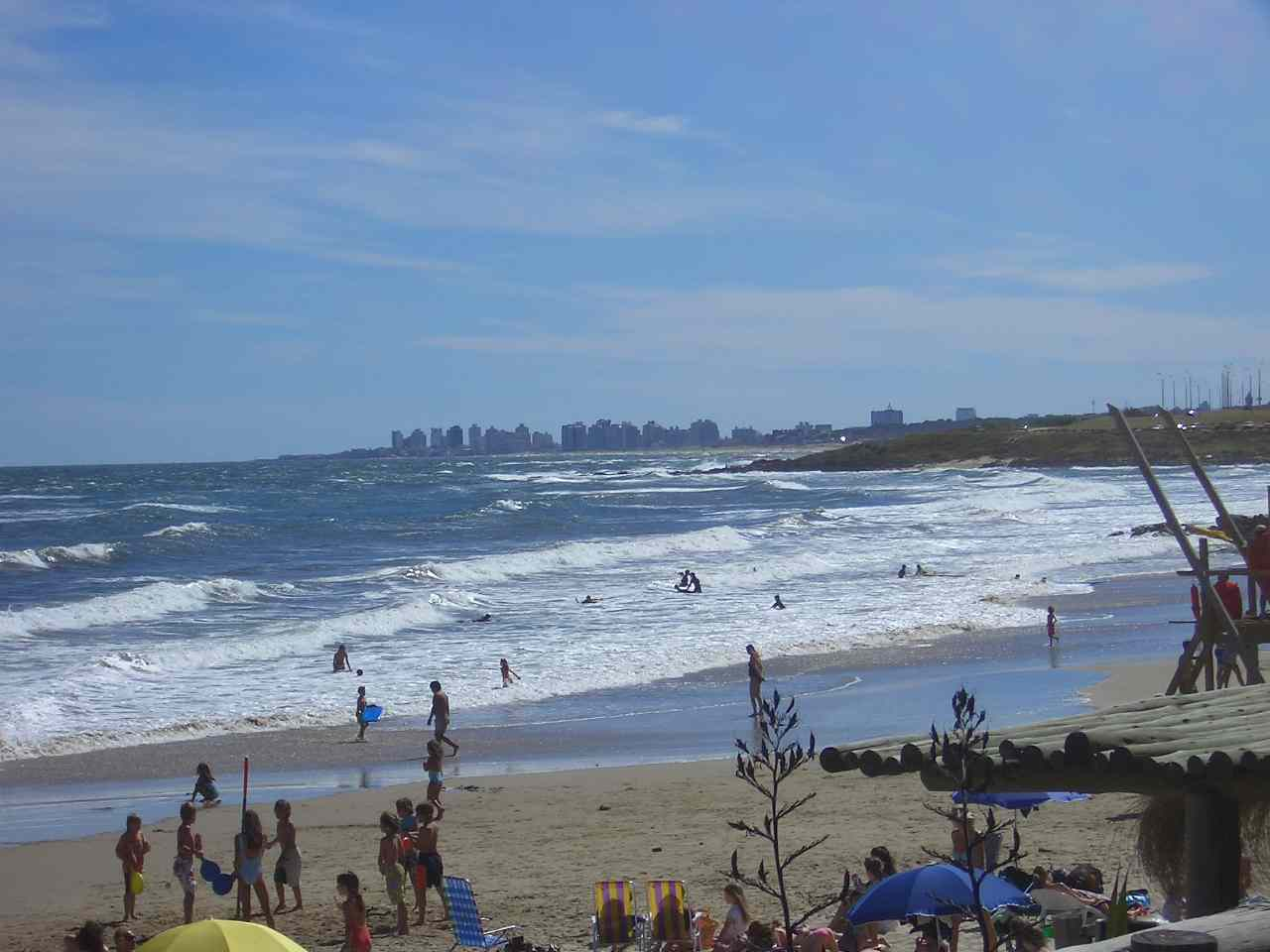
La playa Brava face à l'océan Atlantique.

Punta del Este est une station touristique internationale située à 130 km à l'est de la capitale Montevideo. Elle comporte deux plages, la playa Brava sur l'océan Atlantique et la playa Mansa à l'entrée du río de la Plata, sur la baie de Maldonado.
Depuis la Playa Brava on distingue au large l'Île de Lobos, un îlot rocailleux qui constitue un des sites touristiques très attractifs du littoral et où commence l'océan Atlantique avec le Phare de l'île de Lobos.
Bordée par l'Atlantique, la « playa brava », littéralement « plage agitée », mérite bien son nom, surtout en hiver avec la houle plus ou moins forte venant du courant sud de l'océan. Cette dernière favorise les sports de glisse comme le surf, le windsurf et la planche à voile. Au printemps et en été, la plage bénéficie d'une surveillance élevée grâce notamment à la présence des maîtres-nageurs.
Outre les aspects naturels qui font du site un endroit très fréquenté de la côte Atlantique, ce qui contribue certainement le plus à la célébrité de la playa Brava est la sculpture monumentale de la Main de Punta del Este (en espagnol : La Mano de Punta del Este), populairement connue sous l'appellation Les Doigts (en espagnol : Los Dados), qui a été réalisée en 1982 par l'artiste chilien Mario Irarrázabal (es). Cette œuvre spectaculaire rappelle aussi le risque permanent de noyade dans l'océan, d'où le nom donné à cette réalisation restaurée en 2013, el Monumento al Ahogado (le Monument au noyé).

## Galerie

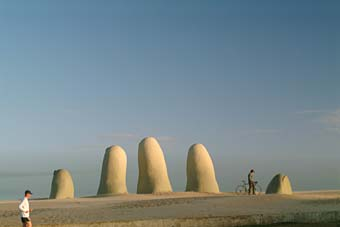
Playa Brava, La Main en 2006.
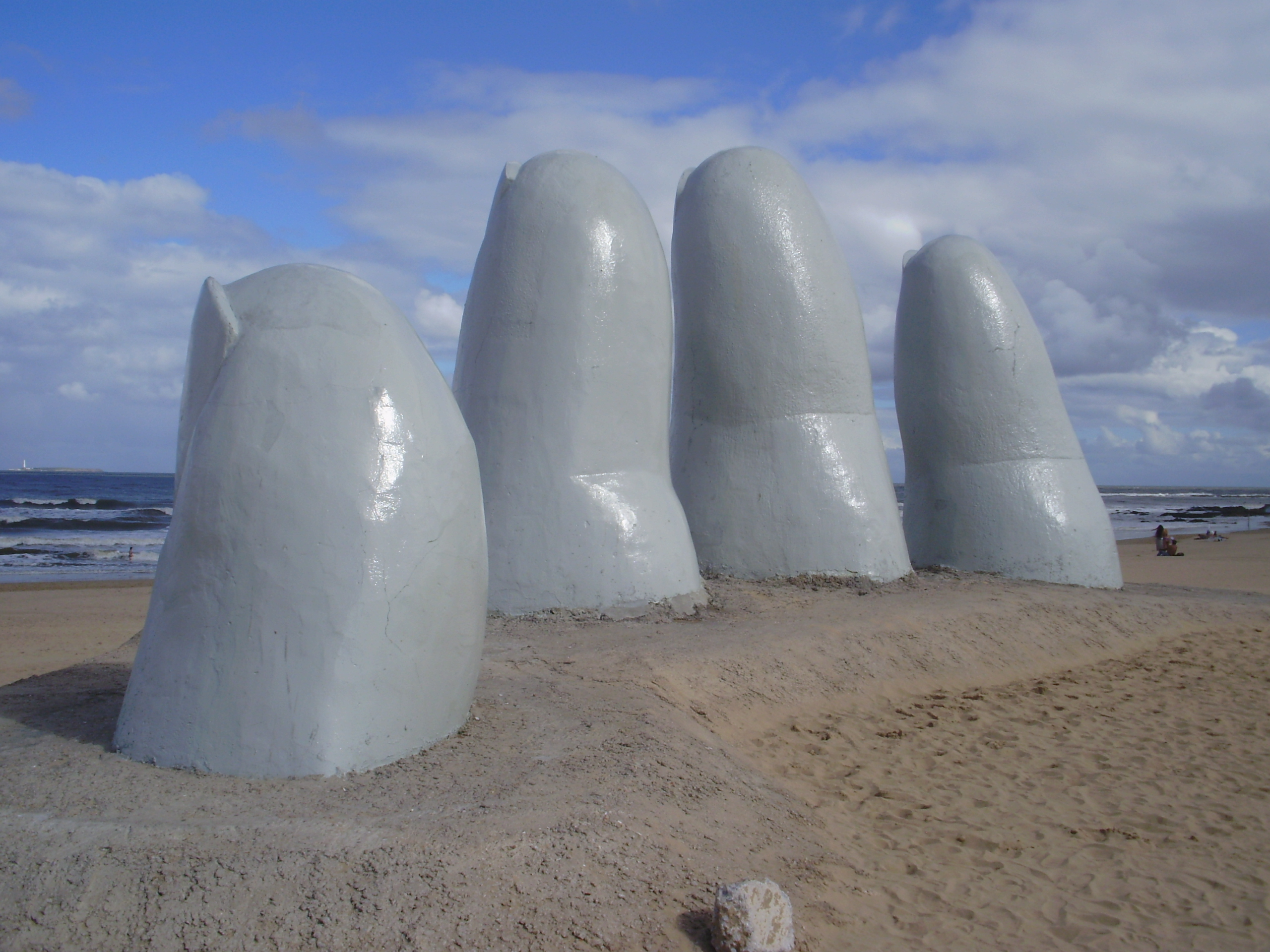
La Main en 2013.
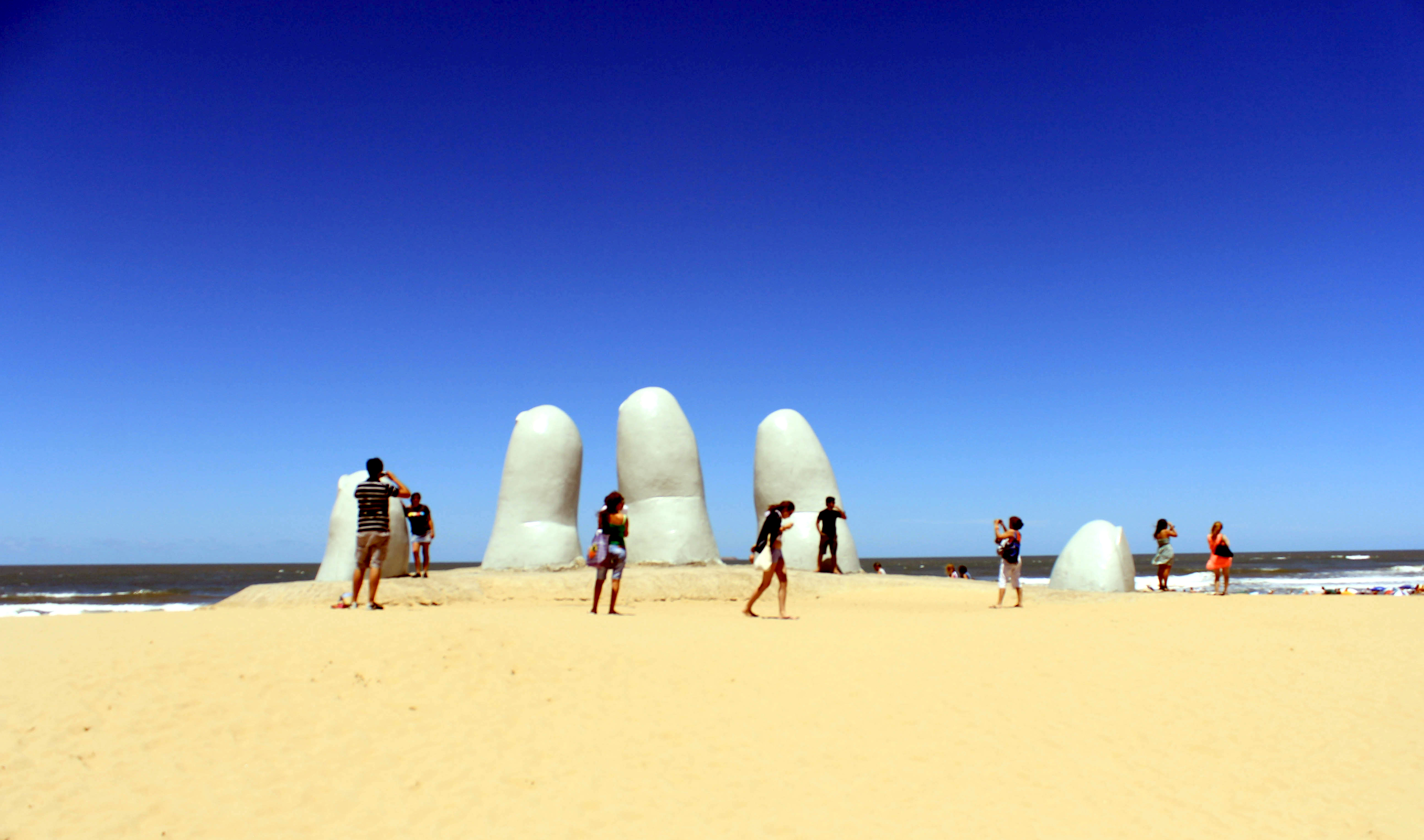
La Main en 2013.
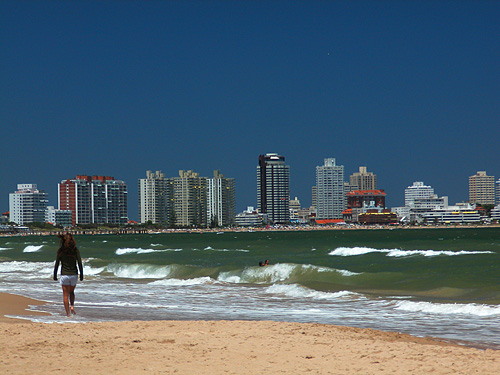
Vue générale de Punta del Este.

### Liens  externes
- (fr) Punta del Este: le top 10 des lieux à visiter, sur Costa Voyages